# Dolichopeza (Dolichopeza) zenta
Dolichopeza (Dolichopeza) zenta is een tweevleugelige uit de familie langpootmuggen (Tipulidae). De soort komt voor in het Australaziatisch gebied.